# Удич
Удич (укр. Удич) — село в Тепликском районе Винницкой области Украине.
В нескольких километрах от села протекает река Удыч.

## История
В июле 1995 года Кабинет министров Украины утвердил решение о приватизации находившегося здесь сахарного завода.
По переписи 2001 года население составляло 916 человек.
В июле 2003 года было возбуждено дело о банкротстве сахарного завода.

## Адрес местного совета
23853, Винницкая область, Теплицкий р-н, с. Удич, Ворошилова, 1